# Volné asociace
Volné asociace jsou psychoterapeutickou technikou, kterou zavedl zakladatel psychoanalýzy Sigmund Freud.
Freud nejprve používal hypnózu či sugesci (přikládání ruky na čelo), aby přiměl pacienty si vzpomenout na vytěsněné zážitky či myšlenky, nebo aby zlepšil jejich stav. Zjistil však, že účinek obou technik je jen krátkodobý.
Rozhodl se tedy zvolit jinou techniku (inspirován kolegou Josefem Breuerem). Nechal pacienty ulehnout na lehátko a přiměl je, aby bez sebemenší kontroly rozumu, svědomí či vkusu (tzv. základní psychoanalytické pravidlo) říkali, co jim právě běží hlavou – jaké obrazy, vzpomínky, fantazie. Nejprve zjistil, že se lze touto technikou dobrat k nevědomým obsahům úplně stejně jako v hypnóze, posléze si povšiml, že navzdory přijetí základního psychoanalytického pravidla pacienti při volném asociování některé věci nevysloví, v toku jejich řeči se vyskytnou proluky či úplný blok. Tomuto jevu říkal Freud odpor a ten by měl být pro psychoanalytika hlavním vodítkem, že Ego (v původní Freudově topice vědomí) se brání přijetí čehosi nevědomého. Z toho Freud usuzoval, že střet s tímto nevědomým je také jádrem pacientovy neurózy.
Volné asociace pacienta přimějí též k regresivní formě myšlení (primárně-procesuálnímu myšlení), což podporuje stav tzv. přenosu, tedy situaci, že pacient se začne vztahovat k analytikovi jako k nevědomě významným figurám ze své minulosti (nejčastěji matka či otec).
Psychoanalytik odpor i přenos interpretuje a žádá po pacientovi, aby se s nevědomými skutečnostmi racionálně vypořádal. Jen pochopení – převod z primárně-procesuálního do sekundárně-procesuálního kódu – může dle Freuda nevědomé jevy vybít a podřídit Egu, a tím Ego osvobodit od neurotické úzkosti.